# Секретные материалы (сезон 5)
Пятый сезон сериала «Секретные материалы» в США выходил на телеканале FOX с 2 ноября 1997 года по 17 мая 1998 года, насчитывая 20 эпизодов.

## В ролях

### Главные актёры
- Дэвид Духовны — Фокс Малдер
- Джиллиан Андерсон — Дана Скалли

### Также снимались
- Митч Пиледжи — заместитель директора Уолтер Скиннер
- Уильям Б. Дэвис — Курильщик
- Николас Лиа — Алекс Крайчек

### Приглашённые актёры
- Том Брэйдвуд — Мелвин Фрохике
- Брюс Харвуд — Джон Фицджеральд Байерс
- Дин Хэглунд — Ричард Лэнгли
- Крис Оуэнс — Джеффри Спендер
- Джон Невилл — "Наманикюренный"
- Дон С. Уильямс — "Старший"
- Джон Мур — Третий
- Лори Холден — Марита Коваррубиас
- Вероника Картрайт — Кассандра Спендер
- Шейла Ларкен — Маргарет Скалли
- Пэт Скиппер — Билл Скалли
- Джон Финн — Майкл Кричго
- Джордж Мердок — Второй
- Чарльз Чиоффи — Скотт Блевинс
- Стивен Уильямс — Икс
- Мими Роджерс — Диана Фоули
- Брайан Томпсон — Инопланетный Охотник
- Дин Элсворт — Молодой Билл Малдер
- Джефф Гулка — Гибсон Прэйз

## Список эпизодов
Знаком ‡ выделены эпизоды, относящиеся к т. н. «мифологии» сериала (его основной сюжетной линии).
| № общий | № в сезоне | Название                                              | Режиссёр       | Автор сценария                                                           | Дата премьеры   | Произв. код | Зрители в США (млн) |
| --- | ---------- | ----------------------------------------------------- | -------------- | ------------------------------------------------------------------------ | --------------- | ----------- | ------------------- |
| 98 | 1          | «Возвращение»‡ «Redux»                                | Р. В. Гудвин   | Крис Картер                                                              | 2 ноября 1997   | 5X02        | 27.34               |
| В квартире агента Малдера найден мужской труп с обезображенным выстрелом лицом. Агент Скалли опознает в погибшем своего напарника. Случившееся с агентом Малдером каким-то образом связано с секретными проектами Министерства обороны США. |            |                                                       |                |                                                                          |                 |             |                     |
| 99 | 2          | «Возвращение II»‡ «Redux II»                          | Ким Мэннэрс    | Крис Картер                                                              | 9 ноября 1997   | 5X03        | 24.84               |
| Болезнь Скалли резко обостряется и она оказывается при смерти. Чтобы спасти ее, агенту Малдеру придется пойти на сотрудничество со своим злейшим врагом — Курильщиком. Тем временем агенты влияния Синдиката внутри управления ФБР пытаются убрать мешающего им Скиннера. |            |                                                       |                |                                                                          |                 |             |                     |
| 100 | 3          | «Необычные подозреваемые» «Unusual Suspects»          | Ким Мэннэрс    | Винс Гиллиган                                                            | 16 ноября 1997  | 5X01        | 21.72               |
| В 1989 году, до открытия отдела "Секретных материалов" молодой агент Малдер занимается делом экстремистки Сьюзанн Модески, похитившей важные государственные секреты, что приводит его в Балтимор, где он знакомится с "Одинокими стрелками". |            |                                                       |                |                                                                          |                 |             |                     |
| 101 | 4          | «Объезд» «Detour»                                     | Бретт Доулер   | Фрэнк Спотниц                                                            | 23 ноября 1997  | 5X04        | 22.88               |
| Агенты Малдер и Скалли расследуют нападения на людей в национальном заповеднике Апалачикола в штате Флорида. Их противником оказываются загадочные лесные существа, умеющие становиться практически невидимыми. |            |                                                       |                |                                                                          |                 |             |                     |
| 102 | 5          | «Постмодернистский Прометей» «Post-Modern Prometheus» | Крис Картер    | Крис Картер                                                              | 30 ноября 1997  | 5X06        | 18.68               |
| Малдер и Скалли отправляются в странный городок Альбион, штат Индиана, где местная жительница заявила об изнасиловании ее неким чудовищем. По прибытии на место агенты ФБР выясняют, что местный учёный проводит сомнительные генетические эксперименты с живыми существами. |            |                                                       |                |                                                                          |                 |             |                     |
| 103 | 6          | «Рождественский гимн»‡ «Christmas Carol»              | Питер Маркл    | Винс Гиллиган и Джон Шибан и Фрэнк Спотниц                               | 7 декабря 1997  | 5X05        | 20.91               |
| Проводя рождественские праздники со своими родными в Сан-Диего, агент Скалли получает загадочный телефонный звонок, который приводит ее в дом, в котором было совершено самоубийство женщины. Эмили — маленькая приемная дочь погибшей — сильно напоминает Скалли ее собственную умершую сестру Мелиссу. |            |                                                       |                |                                                                          |                 |             |                     |
| 104 | 7          | «Эмили»‡ «Emily»                                      | Ким Мэннэрс    | Винс Гиллиган и Джон Шибан и Фрэнк Спотниц                               | 14 декабря 1997 | 5X07        | 20.94               |
| За маленькой Эмили начинается настоящая охота с целью сокрытия следов проводимых над ней экспериментов. Агент Скалли встает на защиту девочки, в то время как Малдер пытается выяснить обстоятельства появления ее на свет. |            |                                                       |                |                                                                          |                 |             |                     |
| 105 | 8          | «Охота на лис» «Kitsunegari»                          | Дэниел Сакхайм | Винс Гиллиган и Тим Майнир                                               | 4 января 1998   | 5X08        | 19.75               |
| Из тюрьмы сбегает опасный преступник Роберт Моделл по кличке "толкач", обладающий невероятным умением заставлять людей выполнять все, что он захочет. Агенты Малдер и Скалли задействованы в поисках беглеца в качестве экспертов, когда-то уже задерживавших его. |            |                                                       |                |                                                                          |                 |             |                     |
| 106 | 9          | «Шизогения» «Schizogeny»                              | Ральф Хемекер  | Джессика Скотт и Майк Уоллэгер                                           | 11 января 1998  | 5X09        | 21.37               |
| Агенты Малдер и Скалли расследуют дело о странной гибели мужчины в городе Коатс-Гроув, штат Мичиган. В причастности к смерти подозревается приемный сын погибшего. |            |                                                       |                |                                                                          |                 |             |                     |
| 107 | 10         | «Чинга» «Chinga»                                      | Ким Мэннэрс    | Стивен Кинг и Крис Картер                                                | 8 февраля 1998  | 5X10        | 21.33               |
| Во время своих выходных в прибрежном городке Амма-Бич, штат Мэн, агент Скалли оказывается в эпицентре мистической истории. Неизвестная дьявольская сила, заключенная в старой кукле, жестоким образом убивает людей. |            |                                                       |                |                                                                          |                 |             |                     |
| 108 | 11         | «Код для уничтожения» «Kill Switch»                   | Роб Боумен     | Уильям Гибсон и Том Мэддокс                                              | 15 февраля 1998 | 5X11        | 18.04               |
| Расследуя гангстерскую перестрелку в небольшой вашингтонской кофейне, в ходе которой случайно погиб компьютерный гений, Малдер и Скалли сталкиваются со сверхразвитым искусственным интеллектом, грозящим вырваться из-под контроля. |            |                                                       |                |                                                                          |                 |             |                     |
| 109 | 12         | «Дурная кровь» «Bad Blood»                            | Клифф Боул     | Винс Гиллиган                                                            | 22 февраля 1998 | 5X12        | 19.25               |
| Во время расследования случаев предполагаемого вампиризма в городке Чейни, штат Техас, агент Малдер убивает осиновым колом подозреваемого подростка. Чтобы избежать обвинения в убийстве, Малдер и Скалли, излагая друг другу разные варианты одного дела, пытаются восстановить общую картину событий, приведших к убийству. |            |                                                       |                |                                                                          |                 |             |                     |
| 110 | 13         | «Пациент «Икс»»‡ «Patient X»                          | Ким Мэннэрс    | Крис Картер и Фрэнк Спотниц                                              | 1 марта 1998    | 5X13        | 20.21               |
| В Казахстане заживо сгорают несколько десятков людей, а единственного выжившего забирает в секретный лагерь Алекс Крайчек. То же самое вскоре происходит на горе Скайленд, где ранее была похищена Скалли. В это время Малдер и Скалли встречаются с Кассандрой Спендер, заявляющей, что когда-то похищавшие ее инопланетяне вскоре вновь "призовут" ее. |            |                                                       |                |                                                                          |                 |             |                     |
| 111 | 14         | «Красное и чёрное»‡ «The Red and the Black»           | Крис Картер    | Крис Картер и Фрэнк Спотниц                                              | 8 марта 1998    | 5X14        | 19.98               |
| Скалли подвергает себя сеансу регрессивного гипноза, чтобы вспомнить произошедшее на плотине Раскин в Пенсильвании, где были сожжены заживо несколько десятков людей, ожидавших прибытия инопланетян. Между тем Синдикат испытывает на зараженной "черным маслом" Марите Коваррубиас произведенную в России вакцину. |            |                                                       |                |                                                                          |                 |             |                     |
| 112 | 15         | «Странники» «Travelers»                               | Уильям А. Грэм | Джон Шибан и Фрэнк Спотниц                                               | 29 марта 1998   | 5X15        | 15.06               |
| Незадолго до начала своей службы в "Секретных материалах" Фокс Малдер встречается с бывшим агентом ФБР Артуром Дейлсом, который рассказывает ему свою теорию заговора о событиях далекого 1952 года, в которых были замешаны отец агента Малдера и секретные правительственные эксперименты над американскими солдатами. |            |                                                       |                |                                                                          |                 |             |                     |
| 113 | 16         | «Око разума» «Mind's Eye»                             | Ким Мэннэрс    | Тим Майнир                                                               | 19 апреля 1998  | 5X16        | 16.53               |
| В Вилмингтоне, штат Делавэр, по подозрению в убийстве наркодилера задержана слепая девушка. Прибывшие разобраться в обстоятельствах дела агенты Малдер и Скалли сталкиваются с феноменом: девушка паранормальным образом связана с убийцей и способна видеть мир его глазами. |            |                                                       |                |                                                                          |                 |             |                     |
| 114 | 17         | «Все души» «All Souls»                                | Аллен Култер   | Сюжет: Билли Браун и Дэн Энджел Телесценарий: Фрэнк Спотниц и Джон Шибан | 26 апреля 1998  | 5X17        | 13.44               |
| Скалли и Малдер ведут расследование таинственной гибели девочки-инвалида, у которой неизвестным способом при смерти выгорели глаза. Выясняется, что у девочки есть три сестры-близняшки, которым также грозит смертельная опасность — за их души ведет борьбу сам дьявол. |            |                                                       |                |                                                                          |                 |             |                     |
| 115 | 18         | «Вариант «Блеф»» «The Pine Bluff Variant»             | Роб Боумен     | Джон Шибан                                                               | 3 мая 1998      | 5X18        | 18.24               |
| Совместная операция ФБР и ЦРУ по задержанию опасного террориста провалена: преступнику удалось бежать. Скалли начинает подозревать Малдера в том, что он специально отпустил террориста, так как сотрудничает с экстремистской антиправительственной организацией, задумавшей крупномасштабное применение новейшего биологического оружия на территории США. |            |                                                       |                |                                                                          |                 |             |                     |
| 116 | 19         | «Обоюдное сумасшествие» «Folie à Deux»                | Ким Мэннэрс    | Винс Гиллиган                                                            | 10 мая 1998     | 5X19        | 17.63               |
| Один из сотрудников компании "Вайнил Райт" в Оак-Брук, штат Иллинойс, подозревает своего начальника в том, что тот является насекомоподобным монстром, обращающим своих подчиненных в зомби. Он начинает анонимно угрожать компании вооруженной акции. Для предотвращения теракта ФБР внедряет в компанию своего человека — агента Малдера. |            |                                                       |                |                                                                          |                 |             |                     |
| 117 | 20         | «Конец»‡ «The End»                                    | Р. В. Гудвин   | Крис Картер                                                              | 17 мая 1998     | 5X20        | 18.76               |
| Во время международного шахматного турнира в Ванкувере снайперской пулей убит российский гроссмейстер Анатолий Клебанов. Вопреки мнению ведущего дело агента Спендера, Малдер предполагает, что настоящей целью стрелка был юный американский шахматист-вундеркинд Гибсон Прэйс, обладающий способностью читать мысли. Чтобы добраться до мальчика, Синдикат прибегает к услугам Курильщика. На этот раз под угрозой существования оказывается сам отдел "Секретные материалы". |            |                                                       |                |                                                                          |                 |             |                     |